# Henry Brougham, 1:e baron Brougham och Vaux
Henry Peter Brougham, 1:e baron Brougham och Vaux, född den 19 september 1778 i Cowgate, död den 7 maj 1868, var en brittisk jurist och politiker.

## Tidig politisk karriär
Efter att först ha ägnat sig åt studier i fysik övergick Brougham till juridiken och slog sig ned i London. Samtidigt sökte han vinna berömmelse som litteratör genom bidrag till den nygrundade tidskriften Edinburgh Review. Hans skarpa och ofta eleganta penna öppnade vägen för honom till de ledande Whigkretsarna, vilka vid den här tiden även behärskade det engelska societetslivet. Som skyddsling till hertigen av Bedford inträdde han 1810 i det engelska underhuset och vann mycket snart en inflytelserik ställning inom whigpartiet. Åren 1812-15 nödgades han stanna utanför parlamentet, säkerligen delvis på grund av vissa whigpolitikers misstro till den ambitiöse, vältalige, men opålitlige advokaten. År 1815 inträdde han på nytt i underhuset och blev en ytterst uppmärksammad och framgångsrik opponent mot de konservativa ministärerna. Slaveriets avskaffande, sparsamhet och folkundervisning hade hittills varit de främsta punkterna på hans reformprogram. Som drottning Carolines advokat i hennes ryktbara skilsmässomål inför överhuset (1820) vann Brougham en stor popularitet och berömmelse. År 1828 framlade han ett omfattande program för reformering av Englands rätt, ett program, som visade sig fruktbart för framtiden. I rösträttsfrågan framträdde han mindre, först 1831 engagerade han sig för en reform även på detta område. 

## Lordkansler
När lord Grey bildade sin stora reformministär, vägrade han inträda i den som Attorney General men mottog uppdraget att bli Englands lordkansler (november 1831) och flyttade därmed till överhuset som baron Brougham och Vaux. Med oerhörd energi avverkade han balansen av oavgjorda mål i överhuset och fortsatte samtidigt sin verksamhet att reformera engelsk rätt och rättegångsordning. Vid det slutliga genomdrivandet av den stora rösträttsreformen spelade han en betydande roll. Hans makt och maktkänsla växte på ett sätt, som var anstötligt för många och i hög grad besvärande för hans kolleger. Grey lämnade kabinettet och efterträddes av Melbourne. Under dennes svaga ledning hade Brougham väl hoppats att än mer än tidigare utveckla sin makt.

## Senare politisk karriär
Den av inre söndring och av en försämrad parlamentarisk ställning försvagade ministären avskedades av kungen 1834, sedan Melbourne alternativt föreslagit denna åtgärd. Brougham utslungade då en ogrundad beskyllning mot drottningen, vilket irriterade hovet och besvärade kollegerna. Broughams intriganta, egocentriska om imperatoriska sätt mot dessa senare skull för alltid ställa honom utanför framtida ministärer. När Melbourne 1835 bildade en ny whigministär utan Brougham, ansåg han tydligen, att Brougham var farligare som medlem av kabinettet än som opponent mot detsamma. Hellre än att utnämna någon annan till lordkansler höll Melbourne dock ämbetet obesatt under ministärens första år, tydligen av hänsyn till Brougham. Under de följande åren trädde Brougham ofta i öppen opposition mot sitt partis ledare och ministärer. Ett energiskt arbete nedlade han nu även på slaveriets avskaffande och vetenskapens popularisering, strävanden som han torde ha omfattat med verkligt allvar. Hans samtid var ofta fascinerad av hans stora vältalighet och omfattande lärdom, som dock sällan var grundlig. Hans karaktär ingav emellertid en växande misstro, och Brougham, som börjat sin politiska bana under lyckliga auspicier, såg sig redan tidigt isolerad och maktlös. Hans ärelystnad blev genom måttlöshet ett hinder för hans karriär. Brougham dog i Frankrike 1868. Bland hans många skrifter märks hans självbiografi: Life and Times of Henry, Lord Brougham (tre band, 1871). Han invaldes 1834 som utländsk ledamot av Vetenskapsakademien i Stockholm.